# Кожаберген-жырау
Кожаберген-жырау (каз. Қожаберген-жырау, 1663—1763) — казахский батыр, музыкант, акын. Сын знаменитого Толыбай-батыра, командира войск Среднего жуза.

## Биография
Кожаберген родился в 1663 году, в северной части Казахстана. Рос и воспитывался в состоятельной семье. Его отец Толыбай родился в 1603 году, а мать, Акбилек, была дочерью известного Айдабол-бия. Обучаясь в медресе Ургенча, Самарканда и Бухары, Кожаберген по меркам того времени смог получить хорошее образование. Он черпал знания из восточной литературы, изучал арабский, персидский и древнетюркский языки. Командовал войсками в казахско-джунгарской войне.
Участвуя в сражениях, Кожаберген показал себя умелым воином. По этой причине, в 1688 году, когда ему было 25 лет, он становится главнокомандующим всех войск Тауке-хана. Тауке-хан высоко ценил его созидательные и полководческие способности.
Большую известность он получил, написав литературные произведения, стихи и различные поэмы. Творческая интеллигенция (Султанмахмут Торайгыров, Машхур Жусуп Копеев, Манаш Козыбаев) хорошо отзывалась о его произведениях.
Являлся одним из создателей законов Тауке-хана «Жеты Жаргы», в создании которых также принимали участие Толе-би, Казыбек-би и Айтеке-би.
В 1723 году Джунгарский хунтайджи Цэван Рабдан с многочисленной армией вторгся в казахские земли. Это произошло весной. Тогда казахи были вынуждены покидать родные края, бросая скот и всё своё имущество. Многие из них были перебиты джунгарами. Большинство из них погибло в пути, переправляясь через реки и переходах. Эти тяжёлые времена сохранились в памяти народа, как «годы великого бедствия».
Большинство своих песен он сочинял, опираясь на реальные исторические факты. Помимо песни «Елим-ай!», до нас дошёл дастан «Язык предков», вышедший в 1720 году. В народе эта поэма передавалась через песни и сказания. В ней жырау призывает молодое поколение уважать и хранить казахский язык.
Акын умер в октябре 1763 года, когда ему было 100 лет, в ауле Гултобе, где он и родился.

## Память
- В 2002 году на родине акына был открыт мавзолей Кожабергена-жырау[3].
- В 2003 году была издана книга «Кожаберген-жырау», в нее вошли все его поэмы и стихи[3].
- В 2018 году, в Петропавловске, в честь него был установлен бронзовый памятник[4][5] и названа улица.